# Плави патлиџан
Плави патлиџан (лат. Solanum melongena) или Плави парадајз, једногодишња је врста биљке из рода Solanum. Ареал распрострањења ове врсте обухвата источну Индију и Шри Ланку, али је раном доместификацијом проширен најпре на подручје источне Азије, Јужне Африке Медитерана и Европе, а касније и на америчке континенте. Узгаја се због плодова који се користе као поврће.
Најчешће љубичасто, сунђерасто, упијајуће воће се користи у неколико кухиња. Обично се користи као поврће у кувању. Патлиџан је по ботаничкој дефиницији бобица. Као припадник рода Solanum, сродан је са парадајзом, љутом паприком и кромпиром, иако су они из Новог света, док је патлиџан из Старог света. Као и парадајз, његова кожа и семенке се могу јести, али се, као и кромпир, обично једу кувани. Патлиџан има нутритивно низак садржај макронутријената и микронутријената, али способност воћа да апсорбује уља и укусе у своје месо кувањем проширује његову употребу у кулинарству.
Првобитно је припитомљен од дивље врсте велебиља трна или горке јабуке, S. incanum, вероватно са два независна припитомљавања: једним у Јужној Азији и једним у Источној Азији. Године 2018, Кина и Индија заједно су обухватале 87% светске производње патлиџана.

## Опис биљке
Плави патлиџан је једногодишња зељаста биљка висока до 70 cm, са разгранатим стаблом које понекад носи трнове. Листови су велики, са дугачким лисним дршкама, до 15 cm дуги и до 10 cm широки. Цветови се налазе у пазуху листова, појединачни су или ређе у мањим цвастима. Плод је бобица, најчешће љубичасто-плаве боје, али може бити и зелена, жута или бела.

## Историја
Не постоји консензус о месту порекла патлиџана; ова биљна врста је описана као пореклом из Индије, где наставља да расте у дивљини, Африке или Јужне Азије. Од праисторије се узгаја у јужној и источној Азији. Први познати писани запис о биљци налази се у Ћимин Јаођу, древној кинеској пољопривредној расправи која је завршена 544. године. Бројни арапски и северноафрички називи за њега, заједно са недостатком старогрчких и римских имена, указују на то да су га Арапи у раном средњем веку гајили широм Медитерана, који су га у 8. веку унели у Шпанију. Књига о пољопривреди Ибн Ал-Авама у арапској Шпанији из 12. века описује како се узгајају патлиџани. Постоје записи о каснијим средњовековним каталонским и шпанским употребама.
Патлиџан није забележен у Енглеској све до 16. века. Једна енглеска књига о ботаници из 1597. описује „мади” или „бесну” јабуку:
Ова биљка расте у Египту скоро свуда... доносећи плодове величине великог краставца.... Имали смо их и у нашим лондонским баштама, где је цветавала, али зима се приближава пре времена зрења, те је биљка пропала: без обзира на то да је донела плодове величине гушчијег јајета једне изванредне умерене године... али никада до пуне зрелости.
Због везе ове биљке са разним другим велебиљима, некада се веровало да је плод изузетно отрован. Цветови и листови могу бити отровни ако се конзумирају у великим количинама због присуства соланина.
Патлиџан има посебно место у народном предању. По италијанском традиционалном фолклору из 13. века, патлиџан може изазвати лудило. У Египту се током 19. века говорило се да је лудило „чешће и насилније“ када је патлиџан у сезони током лета.

## Детаљи грађе
- Хабитус
- Цвет
- Уздужни пресек плода

## Назив биљке
Назив патлиџан потиче од санскритске речи vatin-ganah, а у српски језик је дошао преко персијског (перс. badin-gan) и турског језика (тур. patlican). У српском језику патлиџаном се назива парадајз, мада се често и биљка плави патлиџан једноставно назива патлиџан.

## Исхрана
Сирови патлиџан се састоји од 92% воде, 6% угљених хидрата, 1% протеина и има занемарљиво мало масти (табела). Он обезбеђује мале количине есенцијалних хранљивих материја, при чему само манган има умерени проценат (11%) дневне вредности. Мање промене у саставу хранљивих материја се јављају у зависности од сезоне, средине узгоја (отворено поље или стакленик) и генотипа.

## Узгој и штеточине
У тропској и суптропској клими, патлиџан се може сејати у башти. Патлиџан који се узгаја у умереној клими боље пролази када се пресађује у башту након што прође сва опасност од мраза. Патлиџан преферира вруће време, а када се гаји у хладној клими или у областима са ниском влажношћу, биљке вену или не успевају да зацветају и дају зреле плодове. Семе се обично почиње осам до 10 недеља пре очекиваног датума без мраза. S. melongena је уврштена на листу слабо запаљивих биљака, што указује да је погодна за гајење у зони заштите објеката.
Размак треба да буде 45 до 60 cm (18 до 24 in) између биљака, у зависности од сорте, и 60 до 90 cm (24 до 35 in) између редова, у зависности од врсте опреме за култивацију која се користи. Малчирање помаже у очувању влаге и спречавању корова и гљивичних болести, а биљке имају користи од сенке током најтоплијег дела дана. Ручно опрашивање протресањем цветова побољшава сет првих цветова. Узгајивачи обично секу плодове са винове лозе непосредно изнад чашице због донекле дрвенастих стабљика. Цветови су комплетни, садрже женске и мушке структуре и могу се самоопрашити или унакрсно опрашити.

## Узгојне статистике
Према статистикама Министарства пољопривреде Сједињених Америчких Држава (USDA) око 93% укупне светске производње плавог патлиџана пореклом је из само седам држава. Највећи произвођачи су Кина (55%) и Индија (28%), за којима следе Египат, Турска, Јапан и Италија.